# 大隅高山駅
大隅高山駅（おおすみこうやまえき）は、鹿児島県肝属郡高山町（現在の肝付町）前田にかつて設置されていた、日本国有鉄道（国鉄）大隅線の駅（廃駅）である。大隅線の廃止に伴い、1987年（昭和62年）3月14日に廃駅となった。

## 歴史
地元の私鉄である大隅鉄道により、鹿屋方面から延長されて1920年（大正9年）12月23日に終着駅として開業した。当初は762 mm軌間の軽便鉄道であった。その後、1921年（大正10年）8月11日には串良駅まで延長され、中間駅となった。
大隅鉄道は、1935年（昭和10年）6月1日に鉄道省により買収され国鉄古江線となった。また、1936年（昭和11年）10月23日には古江線を改称して古江西線とした。大隅鉄道から引き継いだ駅舎は腐食などの問題が多かったことから、この年に国鉄が駅舎と貨物上屋を新築した。さらに翌年には駅長官舎を完成させた。その後、国鉄標準の1,067 mm軌間への改軌工事が進められ、1938年（昭和13年）10月10日に完成し、古江東線と古江西線を合わせて古江線とした。
軽便鉄道規格で建設されたために有効長が短かった停車場を延長する工事は、第二次世界大戦中から戦後まもなくにかけて順次実施された。また、営林局や豚の枝肉工場などの専用線が開設されて貨物の取り扱いが行われていた。例として1960年（昭和35年）の貨物発送量は14,229 t、到着量は9,228 tで、発送はパルプ・木炭・たばこなど、到着は肥料・セメント・小麦粉などの物品であった。また、1963年（昭和38年）に隣接する内之浦町（その後平成の大合併により高山町と合併し肝付町となる）に内之浦宇宙空間観測所が開設されロケットの打ち上げが行われるようになると、ロケット関連機材を大隅高山駅まで鉄道で輸送するようになったことが特筆される。この年から大隅高山駅の到着貨物には「ロケット機械」という品目が出ている。
1965年（昭和40年）2月から駅舎の改築が行われ、鉄筋コンクリート平屋建て215 平方メートルの3代目駅舎が完成した。当時としては、この地区ではまだ珍しかった水洗便所を備えていた。また、1969年（昭和44年）までかけて順次駅前広場と駅前通の拡張工事を実施している。
しかし1971年（昭和46年）になると、この駅での貨物営業は廃止された。これに伴い、ロケット機材の取り扱いは志布志駅へ移転している。その後、国分まで路線が全通したことに伴い路線名が古江線から大隅線に改称された。だが、大隅線自体の利用は振るわず、1987年（昭和62年）3月14日に全線が廃止されて当駅も廃駅となった。

### 年表
- 1920年（大正9年）12月23日：大隅鉄道により、高山駅として開業[1]。762 mm軌間の終着駅。
- 1921年（大正10年）8月11日：高山 - 串良間の開業で中間駅となる。
- 1935年（昭和10年）6月1日：鉄道省が買収し、国鉄・古江線の駅となる[1]。大隅高山駅に改称[1]。
- 1936年（昭和11年）10月23日：古江線の路線名改称により、古江西線の駅となる。
- 1937年（昭和12年）6月1日：駅長官舎竣工。
- 1938年（昭和13年）10月10日：1,067 mm軌間への改軌工事完成、古江東線と古江西線を合わせて古江線とする。この頃、大水害の被害を受ける。
- 1941年（昭和16年）：上り貨物線を35 mへ延伸。
- 1944年（昭和19年）9月：上下本線を120 mへ延伸、1番線は55 m、4番線は60 m、貨物線は46 m。
- 1946年（昭和21年）：営林局専用線として、従来の荒荷線を40 m延長する。
- 1953年（昭和28年）4月：起重機電動化。
- 1957年（昭和32年）3月：見通し不良対策として、下り場内信号機移設。
- 1959年（昭和34年）3月：見通し不良対策として、上り場内信号機移設。
- 1963年（昭和38年）8月：九州公豚社専用線使用開始、熊本営林局専用線廃止。
- 1965年（昭和40年）7月：駅舎を改築。
- 1971年（昭和46年）10月4日：貨物営業廃止[1]。
- 1972年（昭和47年）9月9日：志布志駅 - 国分駅間の全通に伴い、古江線が大隅線に改称され、大隅線の駅となる。
- 1984年（昭和59年）2月1日：荷物扱い廃止[1]。
- 1987年（昭和62年）3月14日：大隅線の全線廃止に伴い、廃駅となる[1]。

## 駅構造
- 島式ホーム1面2線と側線数本を有する、列車交換が可能な駅であった。
- 委託駅であった。
- 駅舎は鉄筋作りの、立派なものであった。

## 現状
駅舎が残されており、高山鉄道記念公園となっている。かつて線路が敷かれていたあたりは児童遊園となっており、腕木式信号機や転轍てこなどが残っている。

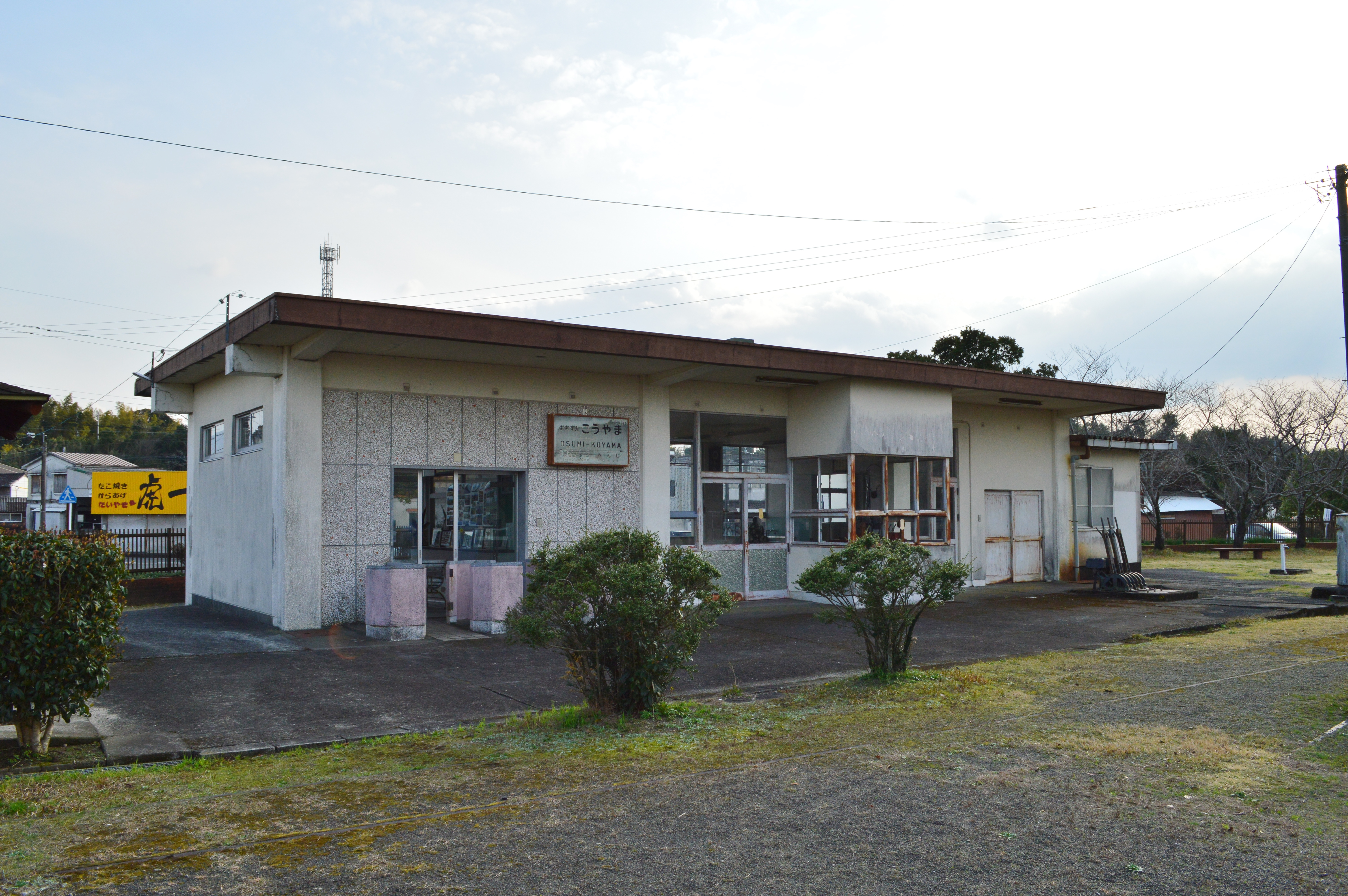
駅舎跡（2018年3月、裏側）
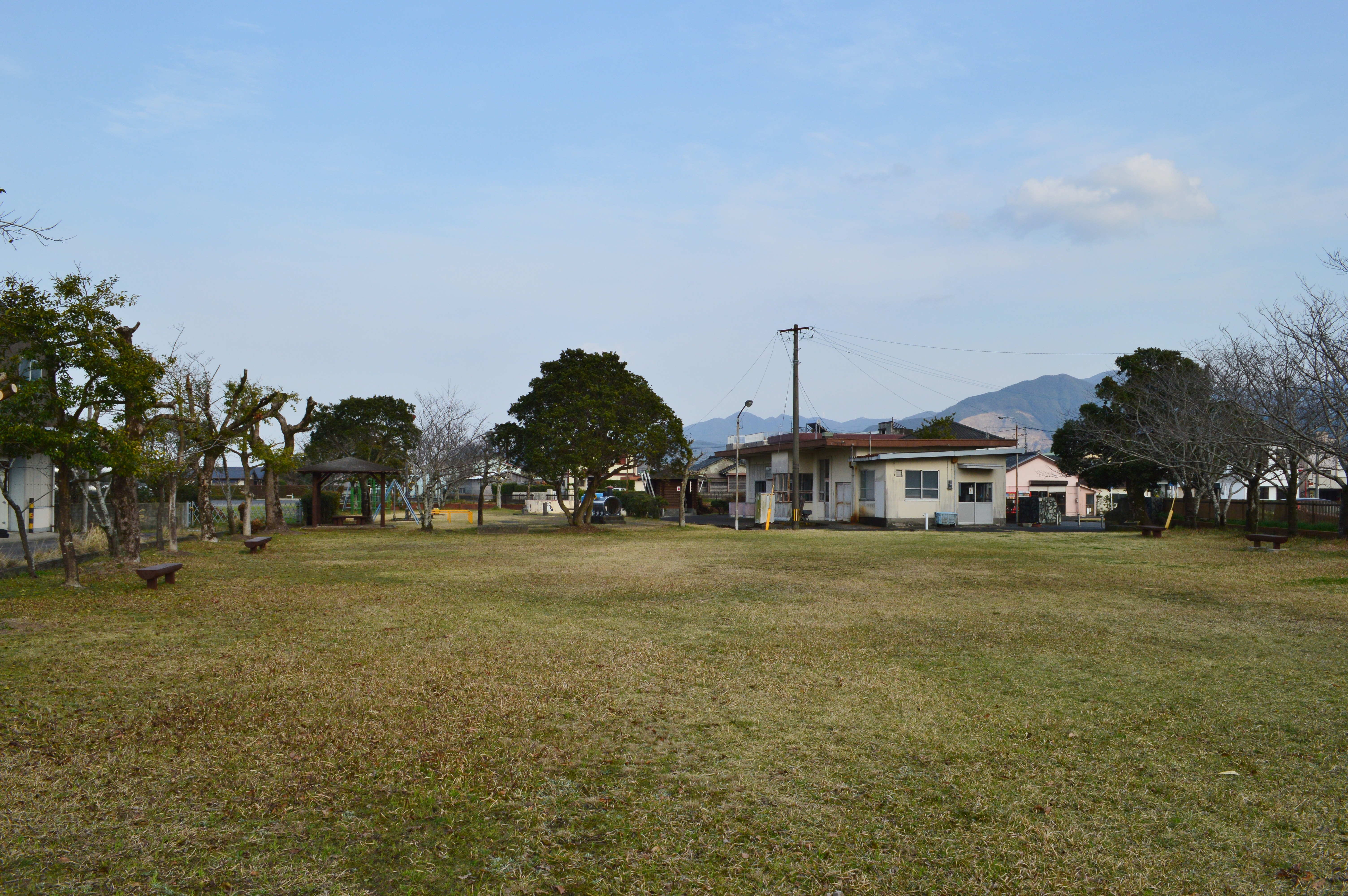
駅構内跡（2018年3月）

## 隣の駅
日本国有鉄道
大隅線
下小原駅 - 大隅高山駅 - 論地駅